# Fábio Abreu
Fábio Gonçalves Abreu (Lisbona, 29 gennaio 1993) è un calciatore portoghese naturalizzato angolano, attaccante del Beijing Guoan.

## Caratteristiche tecniche
È un centravanti.

## Carriera
Ha esordito in Primeira Liga il 1º febbraio 2015 disputando con il Marítimo l'incontro pareggiato 1-1 contro l'Académica.